# Двухнедельник режиссёров
«Двухнедельник режиссёров» (фр. Quinzaine des Réalisateurs) — независимая программа (секция), проходящая параллельно Каннскому кинофестивалю. Она была введена в 1969 году Обществом кинорежиссёров Франции (фр. Société des réalisateurs de films; SRF) после событий мая 1968, результатом которых стало закрытие 21-го Каннского кинофестиваля в знак солидарности с забастовками рабочих и студенческими волнениями.

## История
Двухнедельник режиссёров задумывался как независимое и не конкурсное киномероприятие. Он был основан в 1969 году Обществом кинорежиссёров Франции (фр. Société des réalisateurs de films; SRF), объединением французских кинематографистов, которое сформировалось после событий мая 1968-го года, чтобы защищать художественные, моральные, профессиональные и экономические свободы в кино, а также участвовать в разработке новых структур кино. Каннский фестиваль 1968 года открылся 10 мая 1968 года, несмотря на студенческое восстание и забастовку в Париже. Эти события первоначально не затронули кинофорум, что было связано со значительным расстоянием от столицы Франции и наличием поблизости от города Канны лишь одного крупного высшего учебного заведения — университета Ниццы. Администрация фестиваля пыталась отгородиться от происходящих в стране событий, но этого не удалось достичь. Через несколько дней после начала несколько членов жюри (Роман Поланский, Луи Маль) в знак протеста покидает его состав, а некоторый режиссеры отказываются свои фильмы из конкурсной программы. По требованию кинематографистов во главе с Жаном-Люком Годаром и  Франсуа Трюффо он был досрочно прекращён 19 мая и награды не были присуждены. Именно с этими событиями связано возникновение параллельной программы (секции) кинофестиваля. Было создано Общество кинорежиссёров и решено создать альтернативную программу из фильмов, которые по консервативным, традиционным критериям отбора не попадали на Каннский кинофестиваль. Для обсуждения этого вопроса было организована встреча на парижской квартире режиссёра Жана-Габриеля Альбикокко. По инициативе Жака Дониоль-Валькроза на пост руководителя будущей программы единогласно была утверждена кандидатура Пьера-Анри Делео. Инициаторам создания новой программы удалось добиться согласия на её проведение в ходе Каннского кинофестиваля у администрации во главе с Робером Фабром Ле Бре. Руководство кинофорума обещало содействие в организационном плане (апартаменты в отелях, доступ к материалам прессы и т. д.), а сами показы должны были осуществляться в кинотеатре «Ле Рекс». Уступчивость руководства объясняется тем, что многие из режиссёров хотели организовать свой собственный фестиваль и, таким образом, получить реальную свободу. Ярыми сторонниками независимой программы были такие кинодеятели как Альбикокко, Пьер Каст, Валькроз, Мишель Митрани, Маль, Жак Дере и Коста-Гаврас.
Рассматривалось несколько вариантов названия, среди которых фигурировали «Плодоносные глаза» и «Кино свободы». По предложению Валькроза остановились на «Двухнедельнике режиссёров»: «простом и понятном» названии. Сама программа была построена по принципу «кинематографистами для кинематографистов», а задуман он был устроителями как своеобразный «контрфестиваль». Несмотря на поддержку со стороны руководства фестиваля организаторы программы столкнулись со множеством организационных проблем, а жюри не было сформирована до последнего момента. При первом проведении секции в 1969 году со своими работами участвовали такие режиссёры как Мануэль Октавио Гомес («Первый удар мачете»), Марта Месарош («Мария»), Кармело Бене («Каприччио»), Сьюзен Зонтаг («Дуэт для каннибалов»), Нагиса Осима (« Дневник вора из Синдзюку»), Умберто Солас («Лусия»). Успех новоявленного мероприятия был очевиден как для организаторов, так и для публики и критики. В следующем, 1970 году, было решено организовать показ в более престижном кинотеатре, расположенного к тому же недалеко от Дворца фестивалей — места проведения фестиваля. Было получено больше предложений об участии в программе, в результате чего состав режиссёров оказался ещё более представительным по сравнению с прошлым годом. Так, в ней участвовали такие режиссёры как Мринал Сен, Жан-Мари Штрауб, Вернер Херцог, Лилиана Кавани, Руй Герр, Мишель Суттер, Карлус Диегис и другие режиссёры. Успех независимой секции стал несомненен, она утвердилась на фестивале, а его организаторы стали проводить её в одном из залов Дворца фестивалей.

## Награды
- Art Cinema Award
- SACD Prize
- The Europa Cinemas Label Award

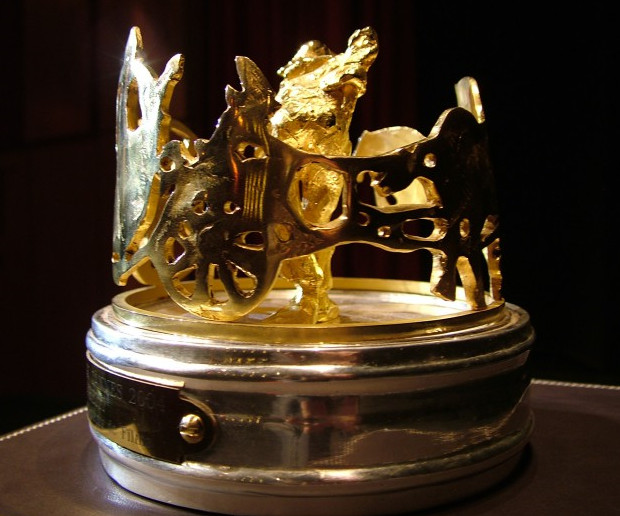
Приз «Золотая карета»

- Illy Prize (за короткометражный фильм)
- Золотая карета

При открытии конкурсной программы начиная с 2002 года вручается награда «Золотая карета». Она названа в честь фильма «Золотая карета» французского кинорежиссёра Жана Ренуара и представляет собой позолоченную бронзовую статуэтку выполненную в виде кареты по мотивам фильма, созданную скульптором Лили Легувелло (фр. Lili Legouvello). Её получают выдающиеся деятели кинематографа, как доказательство признания их творчества.

## Руководители
- Пьер-Анри Делио (1969—1999)
- Мари-Пьер Масия (1999—2003)
- Франсуа да Сильва (2003—2004)
- Оливье Пер (2004—2010)
- Фредерик Бойер (2010—2011)
- Эдуард Уэйнтроп (2011—2018)
- Паоло Моретти (2019—2022)
- Жюльен Рейль (2023—)[7]